# Sekwencja (pieśń)
Sekwencja – w chrześcijaństwie rodzaj religijnej kompozycji wokalnej zbliżonej do hymnu, popularnej w średniowieczu. Wykonuje się ją unisono, zaś jej tekst, niepochodzący z Biblii, układano po łacinie. Wykonywana była po Alleluja (Aklamacji przed Ewangelią).
Cechą charakterystyczną budowy sekwencji jest sukcesywne powtarzanie melodii kolejnych wersów. W praktyce najczęściej po dwa kolejne wersy miały taką samą melodię.

## Historia sekwencji
Mimo licznych badań, dokładna geneza sekwencji pozostaje niejasna. Wynalezienie sekwencji przypisuje się najczęściej Notkerowi Balbulusowi (ok. 840–912), mnichowi z opactwa w Sankt Gallen. Jedna z teorii wywodzi sekwencje z opatrywania tekstem melizmatów Alleluja. Solista wykonywał tekst na tle chóru, który śpiewał wokalizę ostatniego „a” ze słowa Alleluja. Rozwój sekwencji nastąpił od IX do XVI wieku, w dwóch okresach:
- IX–XI wiek, w zakonach benedyktyńskich Francji i Szwajcarii,
- XII–XVI wiek, główny ośrodek w Paryżu, doskonalsze formy.

Dziś znanych jest około 5 tysięcy tekstów sekwencji. Najstarsze polskie sekwencje, spośród około 150 zachowanych (tekstów), łączą się z kultem św. Wojciecha i pochodzą z XI wieku (16 przykładów sekwencji ku jego czci, m.in. Hac festa die). Kolejne tworzone były z okazji kanonizacji św. Stanisława (1253) – 12, św. Jadwigi (1267) – 7. Z muzycznego punktu widzenia polskie sekwencje w większości przypadków były oparte na znanych melodiach, powszechnie używanych bądź twórczo dostosowanych. Niektóre opracowano wielogłosowo. Głównymi ośrodkami twórczości były Kraków, Gniezno, Poznań i Śląsk.

## Forma nadzwyczajna rytu rzymskiego
Zreformowany Mszał Piusa V z 1570 roku, na mocy Soboru Trydenckiego pozostawił 4 sekwencje:
- Victimae Paschali Laudes (Niech w święto radosne Paschalnej Ofiary...) – na Wielkanoc, z połowy XI wieku, autorstwa prawdopodobnie Wipona z Burgundii[2],
- Veni Sancte Spiritus (Przybądź Duchu Święty, ześlij z nieba wzięty...) – na Święto Zesłania Ducha Świętego. Autorstwo najczęściej przypisuje się papieżowi Innocentemu III[3] (1161–1216) lub Wiponowi z Burgundii,
- Lauda Sion Salvatorem (Zbawiciela chwal, Syjonie...) – na Boże Ciało, z końca XIII wieku, powstała we francuskim ośrodku dominikańskim[4]. Jej autorem jest św. Tomasz z Akwinu,
- Dies irae (Dzień gniewu...) – na msze żałobne[5], z przełomu XII i XIII wieku, przypisywana Tomaszowi z Celano, chociaż nie jest on jej autorem[6].

Do tego zestawu dołączona została w 1727 roku sekwencja Stabat Mater (Stała Matka...), przewidziana na święto Siedmiu Boleści Najświętszej Maryi Panny, przypisywana zależnie od źródła Jacoponowi da Todi z przełomu XIII i XIV wieku (tekst), papieżowi Innocentemu III (1161–1216), bądź św. Bonawenturze (ok. 1217–1274).

## Forma zwyczajna rytu rzymskiego
Po Soborze Watykańskim II w liturgii Kościoła katolickiego, sekwencję wykonuje się obowiązkowo podczas dwóch uroczystości w roku: w Niedzielę Zmartwychwstania (Victimae Paschali Laudes) oraz w Uroczystość Zesłania Ducha Świętego (Veni Sancte Spiritus). Dopuszcza się wykonanie ad libitum sekwencji Victimae Paschali Laudes w Oktawie Wielkiej Nocy, Lauda Sion Salvatorem w Boże Ciało (w całości, bądź od słów Ecce Panis) oraz Stabat Mater (całą lub od słów Sancte Mater, istud agas). Sekwencję Dies irae wyłączono z użycia w czasie mszy świętej. Nie została ona jednak całkowicie usunięta z liturgii – wprowadzono ją bowiem do liturgii godzin jako fakultatywny hymn śpiewany w ostatnim tygodniu roku liturgicznego.
Zmianie uległo także umiejscowienie sekwencji w strukturze mszy. Została ona przeniesiona przed Aklamację przed Ewangelią. Co prawda Ogólne Wprowadzenie do Mszału Rzymskiego z 2000 roku przywróciło ją na pierwotne miejsce – po Alleluja, zmiana jednak przetrwała jedynie do publikacji nowego wydania w 2002. W Polsce sekwencje wykonuje się najczęściej w polskim przekładzie.
Sekwencję zawsze należy śpiewać, a nie recytować. Sekwencja bowiem jest po prostu pieśnią – a jeżeli pieśni się nie śpiewa, to wówczas się jej nie recytuje. Jeżeli z jakiejś uzasadnionej przyczyny (np. brak odpowiednio przygotowanej osoby) nie może zostać odśpiewana, należy ją opuścić – nawet wtedy, gdy jest obowiązkowa.
W czasie wykonywania sekwencji obowiązuje postawa siedząca.